# إستر أندرسون
إستر أندرسون (بالإنجليزية: Esther Anderson)‏ هي عارضة ومصورة ومخرجة وممثلة جامايكية، ولدت في 4 أغسطس 1946 في جامايكا.

## وصلات خارجية
- إستر أندرسون على موقع IMDb (الإنجليزية)
- إستر أندرسون على موقع ألو سيني (الفرنسية)
- إستر أندرسون على موقع أول موفي (الإنجليزية)
- إستر أندرسون على موقع قاعدة بيانات الأفلام السويدية (السويدية)
- إستر أندرسون على موقع قاعدة بيانات الفيلم (الإنجليزية)
- إستر أندرسون على موقع كينوبويسك (الروسية)
- إستر أندرسون على موقع كينوبويسك (الروسية)